# Negaativa
Negaativa é um grupo de rap feminino formado no Rio de Janeiro pelas cantoras Mary Juana, Jamille e Mônica (Combatente). Na cena do funk, que é dominada pelos companheiros de profissão masculinos, o Negaativa faz um grande trabalho de sua própria exploração. Seu conteúdo lírico abrange uma variedade de assuntos, desde o problema do racismo no Rio de Janeiro até a importância do uso do preservativo. O conteúdo lírico de sua música é um reflexo direto da vida oprimida que elas vivem como pessoas negras de classe baixa no Brasil.
O grupo participou da coletânea Hip Hop Rio e foi indicada ao Prêmio Hutúz de 2009 na categoria "Melhores Grupos ou Artistas Solo Feminino da década", mas acabou não sendo vencedora.